# Jan Čermák (letec)
Jan Čermák (7. října 1870, Velké Meziříčí – 6. března 1959 Praha) byl pilot a průkopník letectví.

## Život a činnost
Jan Čermák se narodil v rodině majitele parního mlýna ve Velkém Meziříčí. Již jako mladík stavěl modely letadel. První lety balónem absolvoval v letech 1893 a 1895 v Praze s vzduchoplavci Ferdinandem Wandasem a Františkem Hůlkou. Od mládí se věnoval mnoha sportům: závodnímu běhu, bruslení, cyklistice, motocyklismu i automobilismu. Oprávněně příliš nevěřil v kolektivní sdružení prvních aviatiků a vydal se samostatnou cestou.
V roce 1910 se vypravil do Francie, kde složil pilotní zkoušky. Spolu se Slovincem Stanem Bloudkem a mechanikem Jaroslavem Potůčkem zkonstruovali hornokřídlý polosamostatný jednoplošník Racek o rozpětí 7,5 metru a hmotnosti 120 kg. S ním pak na borském letišti v Plzni v listopadu 1910 absolvovali první lety.
Na jaře 1911 Čermák postavil letadlo s dokonalejší konstrukcí Libella 1, se kterým absolvoval leteckou školu ve Vídni. Složil pilotní zkoušky a získal pilotní průkaz FAI (Fédération Aéronautique Internationale), což byl první mezinárodní letecký průkaz v Čechách. Na turné předváděl střemhlavé a noční lety.
Později se věnoval rodinnému podniku a po vypuknutí války byl povolán jako zalétávač do Vídeňského Nového Města. V roce 1917 utrpěl úraz a odešel do zálohy. Po vzniku republiky mu byl udělen titul inženýra a v roce 1923 mu Československý aeroklub předal pilotní průkaz č. 1.
Ve dvacátých letech působil krátce jako první správce brněnského Radiojournalu (Československého rozhlasu Brno).
Tento průkopník aviatiky zemřel téměř devadesátiletý v březnu 1959.